# 1952 no jornalismo
Nesta página encontrará referências aos acontecimentos directamente relacionados com o jornalismo ocorridos durante o ano de 1952.

## Eventos
- Março - Primeira edição da revista New Musical Express na Grã-Bretanha.
- Lançamento do jornal Binômio em Belo Horizonte, Brasil.

## Nascimentos
| Data          | Nome                         | Profissão                          | Nacionalidade      | Observações | Ref   |
| ------------- | ---------------------------- | ---------------------------------- | ------------------ | ----------- | ----- |
| 23 de abril   | Jean-Dominique Bauby         | jornalista                         | França             | m. 1997     |       |
| 27 de abril   | Neuza de Souza               | jornalista, professora e escritora | Brasil             |             |       |
| 6 de maio     | José Eduardo Moniz           | jornalista                         | Portugal           |             |       |
| 1 de julho    | Antônio Britto               | jornalista                         | Brasil             |             |       |
| 9 de julho    | Agnelo Regalla               | poeta, jornalista e político       | Guiné-Bissau       |             | [ 1 ] |
| 13 de julho   | Ricardo Boechat              | jornalista                         | Argentina / Brasil | m. 2019     |       |
| 30 de agosto  | William Waack                | jornalista                         | Brasil             |             |       |
| 7 de setembro | Paulo Markun                 | jornalista                         | Brasil             |             |       |
| 31 de outubro | Carlos Eduardo Lins da Silva | jornalista, escritor e professor   | Brasil             |             |       |
| 9 de dezembro | Ademar Santos                | escritor, jornalista e professor   | Portugal           | m. 2010     |       |
| ?             | Judith Levine                | jornalista e escritora             | Estados Unidos     |             |       |

## Mortes
| Data | Nome | Profissão | Nacionalidade | Observações | Ref |
| ---- | ---- | --------- | ------------- | ----------- | --- |